# Baudona
Baudona is een kevergeslacht uit de familie van de boktorren (Cerambycidae). De wetenschappelijke naam van het geslacht werd voor het eerst geldig gepubliceerd in 1963 door Breuning.

## Soorten
Baudona omvat de volgende soorten:
- Baudona borneotica Breuning, 1969
- Baudona ochreovittata Breuning, 1963